# Liste des députés de la IXe législature de la Troisième République française

Cette liste recense les personnes qui ont assuré un mandat de député au cours de la IXe législature de la IIIe République.
- Haut – A
- B
- C
- D
- E
- F
- G
- H
- I
- J
- K
- L
- M
- N
- O
- P
- Q
- R
- S
- T
- U
- V
- W
- X
- Y
- Z

## A
- Émile Abel-Bernard
- Pierre Adigard
- Émile Aimond
- Maurice Ajam
- Gaétan Albert-Poulain
- Émile Aldy
- Jean-Jacques Alicot
- Maurice Allard
- Jean Allemane
- Thierry d'Alsace d'Hénin
- Louis Amiard
- Laurent Amodru
- Édouard Andrieu
- Anthime Pierre Louis Ménard
- François Arago
- Augustin Archambeaud
- Léon Archimbaud
- Daniel-Léon Archimbaud
- Jean-Baptiste Argeliès
- Louis Armez
- Placide Astier
- François Astier
- Justin Augé
- Henri Auriol
- Victor Authier
- Édouard Aynard

## B
- Antoine Pierre Alfred François Babaud-Lacroze
- François Bachimont
- Ferdinand Baduel
- Marc François Eugène Balandreau
- Joseph Balesi
- André Paul Lucien Balitrand
- André Antoine Marie Pierre Ballande
- Alfred Alexandre Bansard des Bois
- Martial Fernand Paul Bar
- Gabriel Charles Esprit Baron
- Maurice Auguste Barrès
- Louis Barthou
- Edmond Bartissol
- Émile Joseph Basly
- Louis Alexandre Baudet
- Charles Joseph Baudet
- Pierre Julien Joseph Baudin
- Auguste Théodore Baudon
- Léon Armand Charles de Baudry d'Asson
- Charles Beauquier
- Paul Victor Beauregard
- Étienne Louis Becays
- Albert Bedouce
- Émile Begey
- Joseph de Belcastel
- Joseph Hippolyte Bellier
- Paul Bénazet
- Émile Bender
- Jean-Baptiste Bénézech
- Charles Augustin Benoist dit Charles-Benoist
- Jean Eugène Omer Bepmale
- Alexandre Octave Bérard
- Pierre Charles Berger
- Georges Paul Louis Berger
- Georges Jean-Baptiste Marie Berry
- Maurice Henry Berteaux
- Léon Berthet
- Paul Charles Alfred Bertrand
- Lucien Joseph Bertrand
- René Besnard
- Léon Betoulle
- Amédée Pierre Léonard Bienaimé
- Pierre Biétry
- Paul Émile Bignon
- Maurice Charles Henri Binder
- François Binet
- Eugène Jean Jacques Bizot
- Pierre Guy Marie de Blacas d'Aulps
- Alexandre Marius Henri Blanc dit Alexandre-Blanc
- Guy de Salvaing de Boissieu
- Donat Auguste Alexandre Bollet
- Laurent Marie Benoît Bonnevay
- Victor Bonniard
- Antoine Bony-Cisternes
- Antoine Borrel
- Henry Hippolyte Paul Boucher
- Georges Jacques Pierre Bouctot
- Félix Louis Marie Daniel Bouffandeau
- Laurent Bougère
- Ferdinand Bougère
- Julien Bougues
- Fernand Emile Honoré Bouisson
- Paul Elisée Bourely
- Jean Michel Justin Bourrat
- Charles Ernest Gérard Aubourg de Boury
- Jean-Baptiste Alexandre Boutard
- Georges Casimir Bouttié
- Jean Bouveri
- Léo Pierre Joseph Bouyssou
- Antoine Jean-Baptiste dit Antide Boyer
- Paul Honoré Paul Bozonet
- Ernest Jean François-Xavier Braud
- Jules-Louis Breton
- Aristide Briand
- René Joseph Brice
- Louis Eugène Henri Brindeau
- Henri Eugène Brisson
- Louis Alphonse Victor de Broglie
- Paul Louis Marie Brousse
- Emmanuel Louis Alexis Brousse
- Fernand Jean Alexis Brun
- Jules Brunard
- Ferdinand Edouard Buisson
- Édouard François Bussat
- Étienne Eugène Bussière
- Octave François Butin
- Louis Antoine Marie Buyat

## E
- Arnaud d'Elissagaray de Jaurgain
- César Empereur
- Fernand Engerand
- Eugène Étienne
- Frédéric Euzière
- Louis Evesque

## I
- Louis d'Iriart d'Etchepare
- François Joseph Isoard

## J
- Armand Jacquey
- Paul Jacquier
- Léon Janet
- Jean Jaurès
- Jean Javal
- Jules Jeanneney
- Antony Joly
- Charles Jonnart
- Rémi Jouancoux
- Antoine Jourde
- Jean Joyeux-Laffuie
- Victor Judet
- Jean Judet
- Jacques de Juigné

## K
- Gustave de Kerguezec
- Louis-Lucien Klotz
- Camille Krantz

## O
- Louis Félix Ollivier
- Gustave Cuneo d'Ornano
- Joseph Ory
- Tanneguy Le Bœuf d'Osmoy
- César Ossola

## Q
- Louis Quesnel
- Gustave Quilbeuf

## T
- Henri Tailliandier
- Firmin Tarrade
- Pierre Tassin
- Jean Tavé
- Henri Tenting
- Ferdinand Théron
- Joseph Thierry
- Léon Thivrier
- Gaston Thomson
- Charles Torchut
- Jules Tourgnol
- Henri Tournade
- Albert Tournier
- Eugène Treignier
- César Trouin
- René Paul Gustave Trouvé

## V
- Henri Vacherie
- Édouard Vaillant
- Georges Vallée
- Georges Vandame
- Alexandre Varenne
- Albert Vazeille
- Adrien Veber
- Louis Vidon
- Martin Vigier
- Octave Vigne
- Louis Vigouroux
- Jean Villault-Duchesnois
- Christian de Villebois-Mareuil
- Eugène Villejean
- François-Émile Villiers
- Maurice Viollette
- Henri Vion
- Louis Vival
- René Viviani

## W
- Albert Walter
- Albert Willm

## Z
- Alexandre Zévaès